# Santa María, Yaxcabá
Santa María är en ort i Mexiko.   Den ligger i kommunen Yaxcabá och delstaten Yucatán, i den östra delen av landet, 1 100 km öster om huvudstaden Mexico City. Santa María ligger 32 meter över havet och antalet invånare är 226.
Terrängen runt Santa María är mycket platt. Runt Santa María är det glesbefolkat, med 9 invånare per kvadratkilometer. Närmaste större samhälle är Xcalak Dzonot, 12,0 km sydost om Santa María. I omgivningarna runt Santa María växer i huvudsak lövfällande lövskog.